# Paraquilegia gangotriana
Paraquilegia gangotriana är en ranunkelväxtart som beskrevs av Pusalkar och D.K.Singh. Paraquilegia gangotriana ingår i släktet Paraquilegia och familjen ranunkelväxter. Inga underarter finns listade i Catalogue of Life.